# Сулпиций Лукреций Барба
Сулпиций Лукреций Барба (на латински: Sulpicius Lucretius Barba) e сенатор на Римската империя през 1 век. През 99 г. той е суфектконсул заедно със Сенецио Мемий Афер.